# Madagaszkári guvatfürj
A madagaszkári guvatfürj (Turnix nigricollis) a madarak osztályának lilealakúak (Charadriiformes) rendjébe, ezen belül a guvatfürjfélék (Turnicidae) családjába tartozó faj.

## Rendszerezése
A fajt Johann Friedrich Gmelin német természettudós írta le 1789-ben, az Tetrao nembe Tetrao nigricollis néven.

## Előfordulása
Madagaszkár területén honos, Mauritius, Réunion és a Seychelle-szigeteken is megtalálható. Természetes élőhelyei a szubtrópusi és trópusi száraz erdők, szavannák, gyepek és cserjések, valamint szántóföldek. Állandó, nem vonuló faj.

## Megjelenése
Testhossza 16 centiméter, testtömege 59-84 gramm.

## Természetvédelmi helyzete
Az elterjedési területe rendkívül nagy, egyedszáma pedig stabil. A Természetvédelmi Világszövetség Vörös listáján nem fenyegetett fajként szerepel.